# Zdzisław Olszewski

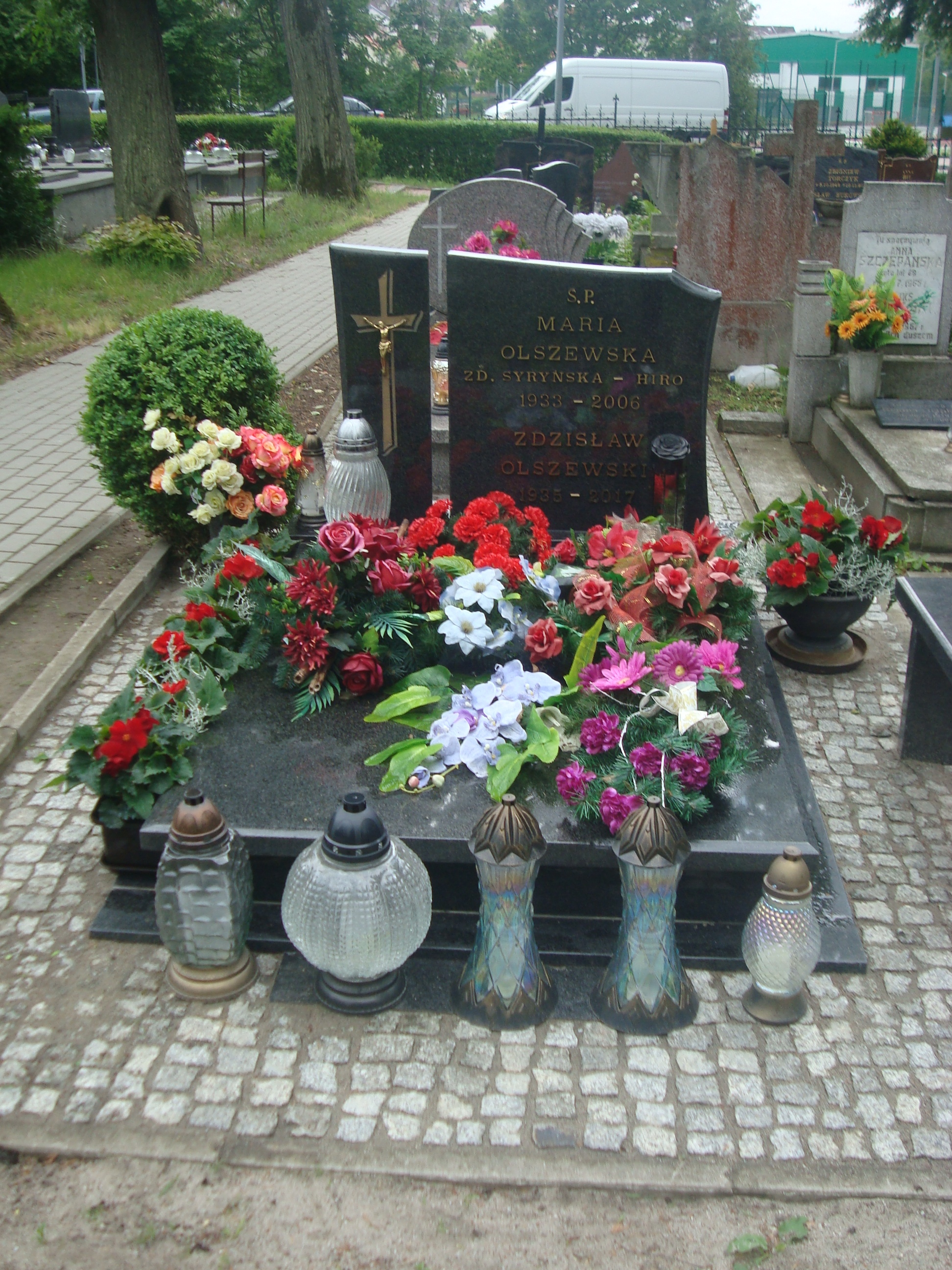
Grób Zdzisława Olszewskiego na cmentarzu Agrykola w Elblągu

Zdzisław Czesław Olszewski (ur. 5 stycznia 1935 w Starogardzie Gdańskim, zm. 28 stycznia 2017 w Elblągu) – polski inżynier i urzędnik państwowy, wojewoda elbląski (1981, 1989–1996), radny Elbląga (1998–2017).

## Życiorys
Urodził się w 1935 w Starogardzie Gdańskim. Z wykształcenia był inżynierem (ukończył Wyższą Szkołę Rolniczą w Poznaniu). W latach 1955–1981 zatrudniony na różnych stanowiskach w Zakładach im. Wielkiego Proletariatu w Elblągu. Od 1969 członek PZPR. Należał do NSZZ „Solidarność” (1980–1981). W maju 1981 mianowany wojewodą elbląskim (urząd sprawował do 15 grudnia 1981). W grudniu 1989 powrócił na stanowisko wojewody, zastępując pułkownika Ryszarda Urlińskiego z PZPR. Jako kandydat NSZZ „Solidarność”, PSL „Odrodzenie” i SD wygrał z nominowanym przez PZPR Jerzym Józefiakiem stosunkiem głosów 68 do 28 na posiedzeniu Wojewódzkiej Rady Narodowej w Elblągu.
W 1996 został odwołany przez rząd koalicji SLD i PSL. Od sierpnia do grudnia 1996 był podsekretarzem stanu w URM. Później regularnie wybierany w skład Rady Miejskiej Elbląga (w 1998, 2002, 2006 i 2010, w trzech ostatnich przypadkach z rekomendacji lub listy Prawa i Sprawiedliwości). Został dyrektorem biura sekretariatu Stowarzyszenia Gmin Rzeczypospolitej Polskiej Euroregionu Bałtyk z siedzibą w Elblągu. Utrzymał mandat również w 2013 w przedterminowych wyborach i ponownie w głosowaniu z 2014.
Zmarł 28 stycznia 2017 w wieku 82 lat, został pochowany 1 lutego 2017 na Cmentarzu Komunalnym „Agrykola” w Elblągu.

## Odznaczenia
Krzyż Kawalerski i Oficerski (1997) Orderu Odrodzenia Polski, Złoty i Srebrny Krzyż Zasługi, Medal 30-lecia Polski Ludowej oraz pośmiertnie Krzyż Komandorski Orderu Odrodzenia Polski (2017).